# 仲子陵
仲子陵（?—?），蜀地人，唐朝学者。
仲子陵好古学，在峨眉山居住。举贤良方正，擢升为太常博士，通晓后苍、大小戴《礼记》。貞元九年（793年），仲子陵上《五服圖》十卷。貞元十七年（801年），太常卿裴郁请正唐太祖东向位，唐献祖、唐懿祖二主親盡廟遷。时任同官縣尉的仲子陵和考功員外郎陳京，建议藏献祖、懿祖神主到德明、兴圣庙，他的建议典正。后异论纷纷，仲子陵再以《通难》向诸儒展示出，诸儒不能反驳。之后，主管黔中选补，乘传过家，西部人以他为荣。官至司门员外郎。仲子陵以文义自怡，去世时，其家中所存，只有图书及数斛酒。